# Générique
Générique – utwór instrumentalny na orkiestrę symfoniczną, skomponowany przez Wojciecha Kilara w 1963.
To drugi z kolei utwór z serii czterech kompozycji sonorystycznych Kilara, powstałych w pierwszej połowie lat 60; pozostałe utwory z tej serii to Riff 62 (1962), Diphthongos (1963) i Springfield Sonnet (1965).

## Premiera
Prawykonanie utworu odbyło się 24 września 1963 podczas Międzynarodowego Festiwalu Muzyki Współczesnej „Warszawska Jesień”, w wykonaniu Orkiestry Symfonicznej Państwowej Filharmonii Śląskiej, pod dyrekcją Karola Stryi.
Kilar dedykował to dzieło dyrygentowi Karolowi Stryi.

## Charakterystyka utworu
Inspiracją do napisania utworu były komunikacyjne korki na ulicach Paryża i wszechobecne dźwięki klaksonów. Générique zaczyna się właśnie takim trąbieniem i syreną.
Kompozycja składa się z pięciu odcinków oznaczonych w partyturze literami alfabetu (od A do E); odcinki te układają się w dwie nadrzędne frazy: A–B i C–E. Każdy odcinek kończy się długim brzmieniem klasterowym, co stwarza dogodne kryterium podziału utworu. Ważną rolę odgrywają tu jaskrawe kontrasty dynamiczne, rozmyślnie budujące napięcie i nadające utworowi energetyczny charakter.
Kilar wykorzystał w utworze chromatykę oraz ćwierćtony, głównie w klasterach instrumentów smyczkowych oraz w bardzo wolnym vibrato i glissandach instrumentów dętych blaszanych. Jednak dominującym materiałem są dźwięki o nieokreślonej wysokości, w tym efekty szmerowo-perkusyjne, uzyskiwane dzięki zastosowaniu niekonwencjonalnych artykulacji, jak np. arpeggio między podstawkiem a strunnikiem wiolonczeli, gęste tremolando fortepianu lub frullato w instrumentach dętych czy efekty perkusyjne wywołane rzucaniem metalowych puszek na struny fortepianu lub tremolandem na kanistrze.

## Instrumentarium
W Générique orkiestra symfoniczna złożona jest z poczwórnie obsadzonej grupy instrumentów dętych drewnianych (flety, oboje, klarnety), dwóch saksofonów, czterech trąbek i puzonów oraz sześciu waltorniami. Skład dopełnia kwintet smyczkowy i rozbudowana grupa instrumentów perkusyjnych z fortepianami oraz dość niekonwencjonalnym instrumentem – 200-litrowym kanistrem na benzynę.

## Odbiór
Prawykonanie zostało przyjęte przez publiczność festiwalu „Warszawska Jesień” z tak wielkim entuzjazmem, że utwór był bisowany. Leszek Polony określił Générique „jedną z najcelniejszych artystycznie manifestacji polskiego sonoryzmu”.